# حاجی‌زای
حاجی‌زای (به انگلیسی: Hajizai) یک شهرک در پاکستان است که در شهرستان چهارسده واقع شده‌است.